# 水中雅章
水中 雅章（みずなか まさあき、1990年1月20日 - ）は、日本の男性声優。山口県岩国市出身、ぷろだくしょんバオバブ所属。

## 来歴
代々木アニメーション学院広島校卒業。
幼い頃は動物好きが高じて動物園で働きたいと考えていたが、海外ドラマ『フルハウス』での大塚芳忠の吹き替えの演技を観て声優という職業に興味を持つ。

## 人物
2018年放送の『異世界魔王と召喚少女の奴隷魔術』のディアヴロ役で初主演を果たす。役を演じるにあたって必要な声の切り替えを分けて収録することなく一気に行ったり、イベントでの生アフレコにおいて指示に合わせてその場で叫び声を切り替えたりするなど、高い演技力を持つ。
4人きょうだいの次男。本人以外は28日生まれ。
特技はバスケットボール。小中学校時代にバスケットボール部に所属しており、キャプテン経験も持つ。趣味はバラエティ番組、お笑い番組を見ること、知らない道を歩くこと。方言は山口弁。
『ブレイブビーツ』で共演した酒井広大とはプライベートでも仲が良い。

## 出演
太字はメインキャラクター。

### テレビアニメ
2014年
- 名探偵コナン（救急隊員）

2015年
- ブレイブビーツ（2015年 - 2016年、コレオ、陸上クラブの先生）

2016年
- 忍たま乱太郎（ホテイタケ忍者A）
- 新あたしンち（若者）
- ハイキュー!! セカンドシーズン（秋保和光）
- ねじ巻き精霊戦記 天鏡のアルデラミン（シシンディ 他）
- B-PROJECT〜鼓動*アンビシャス〜（カメラスタッフ）
- Lostorage incited WIXOSS（男子生徒、男、男子高校生）
- ドリフターズ（カルネアデス兵）
- ヘボット!（2016年 - 2017年、ギャクラン、ジャー・モジモジ）
- 機動戦士ガンダム 鉄血のオルフェンズ（鉄華団団員）

2017年
- アリスと蔵六（部下、カップル、店員、SP）
- ソード・オラトリア ダンジョンに出会いを求めるのは間違っているだろうか外伝（鍛冶師）
- Re:CREATORS（隊員）
- ようこそ実力至上主義の教室へ（2017年 - 2024年、龍園翔） - 3シリーズ
- ドラえもん（テレビ朝日版第2期）（男）
- 将国のアルタイル（乗組員C、親兵、帝国兵）
- クレヨンしんちゃん（スタッフA、出前B）
- クジラの子らは砂上に歌う（男）

2018年
- 銀魂.（解放軍F、忍B）
- 斉木楠雄のΨ難（男子生徒D）
- 覇穹 封神演義（黄竜真人）
- ヒナまつり（ギター）
- ソードアート・オンライン オルタナティブ ガンゲイル・オンライン（2018年 - 2024年、ラックス） - 2シリーズ
- 異世界魔王と召喚少女の奴隷魔術（2018年 - 2021年、ディアヴロ） - 2シリーズ
- Phantom in the Twilight（部下B）
- 青春ブタ野郎はバニーガール先輩の夢を見ない（前沢陽介）

2019年
- なむあみだ仏っ!-蓮台 UTENA-（帝釈天）
- 文豪ストレイドッグス（白瀬）
- 超人高校生たちは異世界でも余裕で生き抜くようです!（バーナード）

2020年
- ダーウィンズゲーム（シグ）
- あひるの空（宇佐美広志）
- ダンジョンに出会いを求めるのは間違っているだろうか シリーズ（2020年 - 2023年、リド） - 2シリーズ
- NOBLESSE -ノブレス-（ウロカイ・アグバイン）

2021年
- たとえばラストダンジョン前の村の少年が序盤の街で暮らすような物語（セレンの父 / ロビン）
- スケートリーディング☆スターズ（蓮城ルイ）
- ホリミヤ（沢田の兄）
- 東京リベンジャーズ（2021年 - 2023年、場地圭介） - 3シリーズ
- 現実主義勇者の王国再建記（2021年 - 2022年、ポンチョ・パナコッタ） - 2シリーズ
- 転生したらスライムだった件（2021年 - 2024年、ロイ・ヴァレンタイン） - 2シリーズ
- 逆転世界ノ電池少女（先輩ホスト）
- 境界戦機（2021年 - 2022年、ホウ・グアン） - 2シリーズ
- 無職転生 〜異世界行ったら本気だす〜（2021年 - 2023年、グラーヴェル・ザフィン・アスラ） - 2シリーズ
- 86-エイティシックス-（ザファル・イディナローク）
- ロード・エルメロイII世の事件簿 -魔眼蒐集列車 Grace note- 特別編（ウイナー・パーキンス）

2022年
- パリピ孔明（マネージャー）
- 魔法使い黎明期（神父）
- このヒーラー、めんどくさい（ゾンビ）
- はたらく魔王さま!!（大学生）
- 後宮の烏（夏高峻）
- ゴールデンカムイ（2022年 - 2023年、有古力松）
- クールドジ男子（先輩B）
- シャドウバースF（2022年 - 2024年、ミカド父）

2023年
- シュガーアップル・フェアリーテイル（シャル・フェン・シャル） - 2シリーズ
- Buddy Daddies（ヤクザ幹部）
- アルスの巨獣（クリュネス）
- 女神のカフェテラス（2023年 - 2024年、粕壁隼、粕壁大洋） - 2シリーズ
- 青のオーケストラ（男子生徒）
- この素晴らしい世界に爆焔を!（冒険者）
- 死神坊ちゃんと黒メイド（2023年 - 2024年、座長） - 2シリーズ
- BLEACH 千年血戦篇-訣別譚-（技術開発局局員）
- 贄姫と獣の王（グレイプニル）
- るろうに剣心 -明治剣客浪漫譚- (2023)（長岡幹雄）
- ひきこまり吸血姫の悶々（ベリウス・イッヌ・ケルベロ）
- め組の大吾 救国のオレンジ（ポンプ隊員、署内放送）

2024年
- 結婚指輪物語（ジェード）
- 月刊モー想科学（アツミセイイチロウ）
- マッシュル-MASHLE- 神覚者候補選抜試験編（ネクロス・マンス）
- WIND BREAKER（有馬雪成）
- ハズレ枠の【状態異常スキル】で最強になった俺がすべてを蹂躙するまで（桐原拓斗）
- 杖と剣のウィストリア（シオン・アルスター）
- カードファイト!! ヴァンガード Divinez（2024年 - 2025年、黒崎キョウマ） - 2シリーズ
- トリリオンゲーム（2024年 - 2025年、長瀬）
- 魔法使いになれなかった女の子の話（トラン＝アマサ）
- 村井の恋（田中真雄）
- さようなら竜生、こんにちは人生（ゲオルード）
- 魔王2099（ギルノール）

2025年
- Re:ゼロから始める異世界生活 3rd season（フライバル）
- SAKAMOTO DAYS（ウータン） - 2シリーズ
- 男女の友情は成立する?（いや、しないっ!!）（犬塚雲雀）
- 一瞬で治療していたのに役立たずと追放された天才治癒師、闇ヒーラーとして楽しく生きる（アストン）
- ある魔女が死ぬまで（ウーフ）
- ガチアクタ（使徒）
- ニャイト・オブ・ザ・リビングキャット（クナギ）
- アン・シャーリー（アロンゾ）
- キングダム（カタリ）

### 劇場アニメ
- さよならの朝に約束の花をかざろう（2018年、ジャック）

### OVA
- コードギアス 奪還のロゼ（2024年、ディボック・メルテ[46]）

### Webアニメ
- トミカハイパーレスキュー（2014年、ショウ隊員）
- ケンガンアシュラ（2019年 - 2023年、氷室涼[47]） - 3シリーズ[一覧 15]
- ガンダムビルドダイバーズRe:RISE（2019年 - 2020年、カザミ〈トリマチ・カザミ〉[48]） - 2シリーズ
- ガンダムビルドダイバーズ バトローグ（2020年、カザミ）

### ゲーム
2016年
- ぐるモン
- ぐるぐる召喚マジカルギア（フェン）
- ゴミカレ!!
- 消滅都市2（黒コート1）
- ドラゴンハンターCOOP
- ファンタジーウォータクティクス（最強メイドリリー、アレックス、アサシンゼロ）

2017年
- 幻想少女（趙雲、張紘）
- ぷよぷよ!!クエスト（2017年 - 2021年、エドガー、ヴァハト、ジーベン）
- ナイツクロニクル（ハッカーズ、アルテオ）

2018年
- A3!（須賀、オーディションのスタッフ、他劇団のスタッフ、ザフラ兵士 他）
- 異世界魔王と召喚少女の奴隷魔術 X Reverie（ディアヴロ）
- アトリエオンライン 〜ブレセイルの錬金術士〜（シルバーバーチ）
- ポポロクロイス物語 〜ナルシアの涙と妖精の笛（バール、アデス国王）
- でみめん（カールスバーグ）

2019年
- ファイアーエムブレム ヒーローズ（ルトガー）
- なむあみだ仏っ!-蓮台 UTENA-（帝釈天）
- 乙女剣武蔵（初代宮本武蔵）
- デュエル・マスターズ プレイス（2019年 - 2020年、聖霊王アルカディアス、アクア・ハルカス、凶戦士ブレイズ・クロー、超神龍アブゾ・ドルバ、紅神龍バルガゲイザー）

2020年
- DAIROKU: AYAKASHIMORI（酒呑）

2021年
- モンスターストライク（2021年 - 2023年、ジャスティス市長、場地圭介）
- Re;quartz零度（ニジョウ）
- 共闘ことばRPG コトダマン（場地圭介）
- タロット男子 〜22人の見習い占い師〜（レギア・エアフォルク）
- グランブルーファンタジー（2021年 - 2024年、ウィルナス〈ヒト〉）

2022年
- ソルクレスタ（ショウ・テンドウ） - DLC追加キャラクター
- 機動戦士ガンダム アーセナルベース（カザミ）
- 東京リベンジャーズ ぱずりべ！全国制覇への道（場地圭介）

2023年
- 妖怪ウォッチ ぷにぷに（場地圭介）
- BLUE PROTOCOL（プレイヤー）
- リアセカイ（ハジメ）
- エリオスライジングヒーローズ（ルカ・ラインハート、カイ・ラインハート）

2024年
- ブラウンダスト2（レオンハルト）
- Rise of the Ronin（岡田以蔵）
- 18TRIP（鹿礼光）
- 聖剣伝説 VISIONS of MANA（ゼーブル・ファー）
- 三國志8 REMAKE（趙雲）
- ボイスコミック 立華の契（赤穴宗右衛門）

2025年
- ドラゴンクエストX 未来への扉とまどろみの少女 オンライン（ギルガラン王子）
- プロジェクトセカイ カラフルステージ! feat. 初音ミク（青柳夏臣）
- 餓狼伝説 City of the Wolves（クリスティアーノ・ロナウド）
- BYAKKO ～四神部隊炎恋記～（佐川半兵衛）

### ドラマCD
- ありふれた職業で世界最強 第8巻ドラマCD付き特装版（釣り人）
- 異世界魔王と召喚少女の奴隷魔術 第12巻ドラマCD付き特装版（ディアヴロ）
- 喫茶ステラと死神の蝶（高嶺昂晴）
- CHIME OUT Lesson.1 現代文のセンセイ（藤田要）
- 千年出版社第一編集部の編集男子が好きなもの〜ちょっぴり懐かしい都市伝説編〜（月見里幸太郎）
- ダーウィンズゲーム DVD第3巻 ドラマCD付き完全生産限定盤（シグ）
- なむあみだ仏っ!-蓮台 UTENA- 仏様の人間界ぶらり旅 京都編〜薬壺を求めて〜（帝釈天）
- BROTHER and BROTHER（藤田要）

### BLCD
- 星空を見つめたそのあとで（2024年、天瀬冬吾[78]）

### パチスロ
- ロックマン アビリティ 史上最大の試練（2018年、チョイスマン）

### 吹き替え

#### 映画
- アメリカン・アニマルズ（ウォーレン・リプカ〈エヴァン・ピーターズ〉）
- ウォー・マシーン: 戦争は話術だ!（アンディ・ムーン〈RJ・サイラー〉）
- 消えない罪（スティーヴ〈ウィル・プーレン〉）
- 君の名前で僕を呼んで（パーティー男子3[79]）
- セイフティ 最高の兄弟（ダニエル・モレッリ〈ハンター・サンソーネ〉）
- ディセンダント（ダグ〈ザッカリー・ギブソン〉）
- ディセンダント2（ダグ〈ザッカリー・ギブソン〉）
- ディセンダント3（ダグ〈ザッカリー・ギブソン〉）
- パージなナイトブラックさん家の史上最悪の12時間（タイロン、アンディ）

#### ドラマ
- THE KILLING/キリング（警備員、男性教師、看守、男性リポーター、男性記者）
- グッド・ガールズ!〜NY女子のキャリア革命（ゲイブ）
- クラス -ねらわれたコールヒル高校-（ラム・シン〈ファディ・エルサイード〉）
- クワンティコ/FBIアカデミーの真実（トニー・ヴィンセント 他）
- シェイズ・オブ・ブルー ブルックリン警察（デヴィッド・サパースティン〈サンティノ・フォンタナ〉）
- 13の理由（ザック・デンプシー〈ロス・バトラー〉） - 4シリーズ
- ストレイン 沈黙のエクリプス（アンセル・バーバー）
- セックス・エデュケーション（エリック・エフィング〈ンクーティ・ガトワ〉） - 3シリーズ
- チェサピーク海岸（デービット） - 5シリーズ
- FIRES〜オーストラリアの黒い夏〜（モット〈ハンター・ペイジ＝ロカード〉[80]）
- ホテル ハルシオン（トビー・ハミルトン）
- ミレニアル・ガールズ〜ロンドン無計画ライフ〜（ストリート〈コナー・フィンチ〉[81]）
- ラブ・イズ・ブラインド 〜外見なんて関係ない?!〜 シーズン5（クリス）

#### アニメ
- アルティメット・スパイダーマン ウェブ・ウォーリアーズ

### デジタルコミック
- Comic Festa キスまで、あと1秒。（2017年、若葉曜[82]）
- 獣人騎士の求愛事情（2024年、ライル・ユーニクス[83]）

### Web
- よしまさせいごの My Favorite Night

### CM
- タカラトミー
  - デタフィグ×呪術廻戦（CMナレーション）
  - ベイブレード「セイバーバルキリー篇」他（CMナレーション）

### 朗読劇
- 六本木クラス（2021年10月） - 金城龍河 役[84]
- Time [never] comes back!?（2022年1月、2023年5月） - 一樹あまね 役
  - 第1回公演[85]
  - 第3回公演[85]
- -音読 Stage- Story of Songs Track1 ORANGE RANGE（2023年2月）[86]
- 鬼の花嫁（2023年11月） - 鬼龍院玲夜 役

### ラジオ
- 月刊 新・男前通信3月号〜月刊 水中雅章（2022年、文化放送モバイルplus[87]）
- 水中の中!（2023年 - 2024年、文化放送モバイルplus[88]）
- ラジオダブルディア シーズン8（2023年、ラジ友[89]）
- 水中雅章 福西勝也のみつえむ（2023年 - 、ラジ友[90]）

### その他コンテンツ
- 声優がドラマに出たらこうなりました。〜聖地創成プロジェクト〜 第1回 - 第3回[91]
- 朗読企画『和の音』[92]
- ボイスドラマ『千年出版社第一編集部の編集男子が好きなもの〜ちょっぴり懐かしい都市伝説編〜』（2021年、月見里幸太郎）[93]
- PV『4軍くん(仮）』（2023年、玉川[94]）

## ディスコグラフィ

### キャラクターソング
| 発売日         | 商品名                                                        | 歌                                                                                                 | 楽曲                               | 備考                                                           |
| -------------- | ------------------------------------------------------------- | -------------------------------------------------------------------------------------------------- | ---------------------------------- | -------------------------------------------------------------- |
| 2019年4月8日   | なむあみだ仏っ！-蓮台 UTENA-                                  | 帝釈天（水中雅章）                                                                                 | 「天唄」                           | テレビアニメ『なむあみだ仏っ！-蓮台 UTENA-』オープニングテーマ |
| 2021年8月18日  | スケートリーディング☆スターズ キャラクターソングミニアルバム② | Mi*Leon feat. NOA［久遠寺夢空（斉藤壮馬）］                                                        | 「リンクのラブパッション☆」        | テレビアニメ『スケートリーディング☆スターズ』関連曲            |
| 2021年9月15日  | 東京リベンジャーズ EP02                                       | 場地圭介（水中雅章）                                                                               | 「Rest In Rampage」                | テレビアニメ『東京リベンジャーズ』関連曲                       |
| 2024年1月24日  | The Six Dragons' Mini Album 〜GRANBLUE FANTASY〜              | ウィルナス（水中雅章）、ガレヲン（三森すずこ）、フェディエル（田野アサミ）                         | 「Whole Lotta Love!」 「命命讃歌」 | ゲーム『グランブルーファンタジー』関連曲                       |
| 2024年10月23日 | 東京リベンジャーズ Duet EP 01                                 | 場地圭介（水中雅章）、松野千冬（狩野翔）                                                           | 「Missing Half」                   | テレビアニメ『東京リベンジャーズ』関連曲                       |
| 2024年10月23日 | 東京リベンジャーズ Duet EP 01                                 | 場地圭介（水中雅章）、羽宮一虎（土岐隼一）                                                         | 「PILGRIM」                        | テレビアニメ『東京リベンジャーズ』関連曲                       |
| 2024年12月4日  | ‘HAMA Nice Trip’ -R1ze-                                       | 西園練牙(小笠原仁)、大黒可不可(小林千晃)、叢雲添(中島ヨシキ)、神名雪風(深町寿成)、鹿礼光(水中雅章) | 「Brand New Dawn」「Dawn」         | アプリゲーム『18TRIP』関連曲                                   |

### シリーズ一覧
1. ↑  第1期（2017年）、第2期『2nd season』（2022年）、第3期『3rd Season』（2024年）
2. ↑  第1期（2018年）、第2期『II』（2024年）
3. ↑  第1期（2018年）、第2期『Ω』（2021年）
4. ↑  第3期『III』（2020年）、第4期『IV 深章 厄災篇』（2023年）
5. ↑  第1期（2021年）、第2期『聖夜決戦編』（2023年）、第3期『天竺編』（2023年）
6. ↑  第一部（2021年）、第二部（2022年）
7. ↑  第2期第2部（2021年）、第3期（2024年）
8. ↑  第一部（2021年）、第二部（2022年）
9. ↑  第1期第2クール（2021年）、第2期『無職転生 II 〜異世界行ったら本気だす〜』（2023年）
10. ↑  第1クール（2023年）、第2クール（2023年）
11. ↑  第1期（2023年）、第2期（2024年）
12. ↑  第2期（2023年）、第3期（2024年）
13. ↑  Season2（2024年）、デラックス編（2025年）
14. ↑  第1クール（2025年）、第2クール（2025年）
15. ↑  シーズン1/パート1・2（2019年）、シーズン2/パート1（2023年）

### 初出話一覧
1. ↑  第762話初出
2. 1 2 3  第13話初出
3. 1 2  第2話初出
4. 1 2 3 4 5 6 7 8 9  第1話初出
5. ↑  第16話初出
6. ↑  第4話初出
7. 1 2  第12話初出
8. 1 2 3 4  第3話初出
9. 1 2 3  第5話初出
10. ↑  第35話初出
11. ↑  第7話初出
12. ↑  第31話初出
13. ↑  第8話初出
14. ↑  第21話初出
15. ↑  デラックス編 第1話初出
16. ↑  Season2 第2話初出
17. ↑  第14話初出
18. ↑  第6話初出
19. ↑  第11話初出
20. ↑  第64話初出
21. ↑  第10話初出
22. ↑  第18話初出

### ユニットメンバー
1. ↑  御門万里（山下誠一郎）、花野唯織（石谷春貴）、洲崎翔（小林大紀）、蓮城ルイ（水中雅章）